# Osvalde Lewat
Osvalde Lewat (Garoua, settembre 1976) è una regista e fotografa camerunese nota per i suoi documentari sociopolitici. La sua fotografia esplora temi di identità, luogo e alterità.

## Biografia

### Primi anni
Osvalde Lewat nacque a Garoua, in Camerun nel 1977. Crebbe nella città di Yaoundé, dove si innamorò dei film. Mostrò un interesse per la fotografia, ritraendo i membri della famiglia con la sua Polaroid. Studiò a Parigi presso l'Istituto di studi politici e dopo la laurea, tornò in Camerun, nel 2000, per lavorare per il quotidiano del Camerun Tribune. Iniziò a realizzare documentari dopo diversi anni di lavoro come giornalista.

### Carriera
Osvalde Lewat studiò cinema in Canada, dove iniziò la sua carriera di regista di documentari. Il suo primo documentario, Upsa Yimoowin, venne girato a Toronto nel 2000. Illustrava l'emarginazione dei nativi americani e vinse un premio per i diritti umani al Montreal Film Festival nel 2003.

### The Forgotten Man(2002)
Nel 2002, Lewit diresse il documentario Au-delà de la peine (The Forgotten Man), la storia di un prigioniero di nome Leppe condannato a quattro anni di carcere per un reato minore. Rimasto in carcere altri 33 anni dopo, la sua famiglia smise di sperare che lui venisse mai rilasciato. Lewat ricevette il premio per i diritti umani al festival Vues d'Afrique a Montreal per il film.

### A Love during the War(2005)
Il documentario di Lewat, Un Amour Pendant La Guerre (A Love during the War) è ambientato nella Repubblica Democratica del Congo durante la  prima guerra del Congo del 1996. Il film rivela la diffusa pratica dello stupro delle donne durante la guerra e il silenzio del governo sulla questione. Il documentario tenta di rispondere alla domanda "Quali sono le conseguenze quando lo stupro viene usato come arma di guerra?". Il film ritrae l'esperienza di una vittima dal momento nel quale lei e suo marito vengono separati durante i conflitti. "Aziza si riunisce con suo marito a Kinshasa, ma il ricordo degli orrori subiti da altre donne durante la guerra continua a perseguitarla, e nonostante le proteste del marito, torna nel Congo orientale. Qui scopre che l'eredità della violenza continua a infettare la vita delle giovani donne o di quelle mature; tuttavia, non tutte diventano vittime, e le donne iniziano a denunciare gli abusi subiti". Il film ha vinto il Premio Human Rights al Vues d'Afrique Festival di Montreal.

### Black Business(2008)
Il documentario di Lewat del 2008, Une Affaire de nègres (Black Business), è incentrato sugli eventi politici accaduti nel 2000 in Camerun. Un ramo speciale della polizia di Doula, il Comando operativo, ha il compito di affrontare il problema dell'attività criminale a Douala in espansione. L'unità speciale diventa responsabile della scomparsa di un migliaio di uomini in un solo anno. Nel film, Lewat intervista familiari di vittime, attivisti politici e rari sopravvissuti alle uccisioni di massa che denunciano la violenza. Lewant mostra agli spettatori le scene del crimine, i villaggi in cui sono state prese le vittime e i luoghi in cui sono stati trovati i corpi delle vittime. Il film è stato proiettato a Cannes e al Festival Vues d'Afrique di Montreal ed è stato candidato per il Muhr AsiaAfrica Award nel 2008.

### Sderot, Last Exit(2011)
Questo documentario politico ritrae la vita quotidiana della scuola di cinema di Sderot, situata nel sud di Israele, a 2 km dal confine di Gaza. Esplora le vite e le opinioni intersecate di ebrei, musulmani, cristiani, palestinesi e israeliani.

### Land Rush(2012)
Il film di Lewant Land Rush, è una produzione della BBC Storyville. Il documentario è uno degli otto film inclusi in Why Poverty?, un dibattito globale sulla povertà contemporanea ospitato dalla BBC, insieme a più di 70 emittenti in tutto il mondo. Gli otto film sono stati proiettati contemporaneamente in 180 paesi.
Il documentario di Lewat indaga sull'acquisto di grandi superfici agricole in Mali, da parte di imprese saudite e cinesi che costruiscono grandi aziende agroalimentari. Il film affronta temi come sovranità alimentare, imperialismo, povertà moderna e proprietà terriera. Co-diretto con Hugo Berkeley, il documentario ha vinto un Peabody Award nel 2012.

## Filmografia
- The Calumet of Hope (2001). Cortometraggio. Vincitore del premio dei diritti umani in Montreal[5]
- The Forgotten Man (2002). Premio per i diritti umani al festival Vues d'Afrique a Montreal.
- A Love During the War (2005). Special Jury Prize Views of Africa e FESPACO 2005[10]
- Une affaire de Nègres  (2008). Candidato al Muhr AsiaAfrica Award (2008) e 3º premio al FESPACO 2009[11]
- Sderot, Last Exit (2011). Film multilingue: arabo, inglese, francese ed ebraico
- Land Rush (2012). Documentario televisivo 
Vincitore del Peabody Award (2012)[9]

## Fotografia
Dal 2012, l'attenzione principale di Levat si è orientata verso la fotografia. Il suo lavoro esplora l'idea di "alterità e modi di vedere". Ha esposto le sue opere a Parigi, negli Stati Uniti e nella Repubblica Democratica del Congo.

### Mostre (selezione)
- Night Color, ottobre 2015, Gallery Marie-Laure of Ecotais (Paris)[2]
- Sky is Not the Limit, 15 agosto, New York City (USA)[2]
- Katangese Poetry, febbraio 2015, Dialogues Gallery, French Institute, Lubumbashi Zoo (Congo)[2]
- Marges, giugno 2014, Gombe Hall e Place du 30 Juin (Kinshasa, Congo)[2]

## Riconoscimenti
- Candidatura al Festival des 3 Continents come miglior documentario per Au-delà de la peine (The Forgotten Man) 2003[12]
- Candidatura al Muhr AsiaAfrica Award (2008)[12]
- Vincitrice del Peabody Award per Land Rush con Hugo Berkeley (2012)[9]